# Râul Săcuța
Râul Săcuța este un curs de apă, afluent al râului Seaca.

## Hărți
- Harta județului Suceava